# Hadith

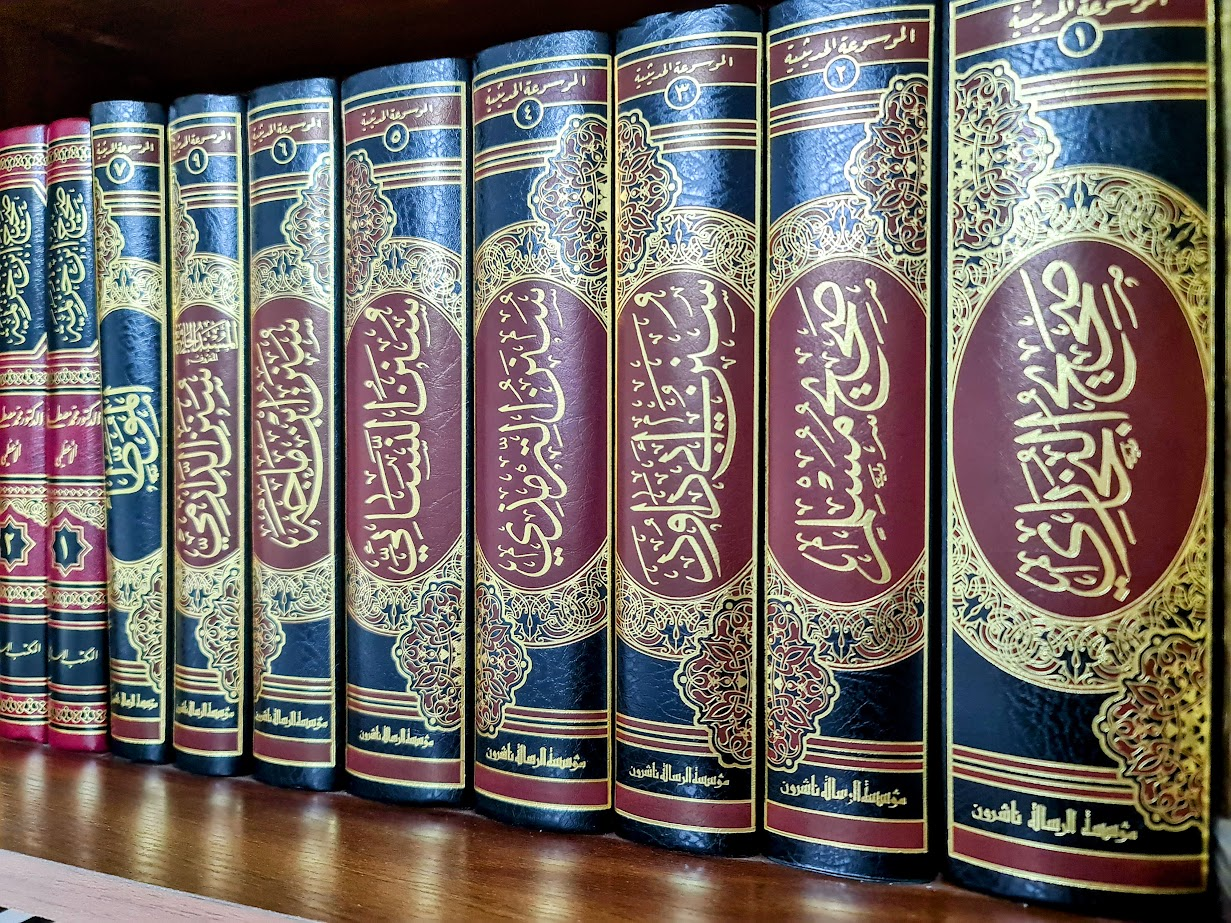
Moderne Ausgaben verschiedener Hadithsammlungen

Der Begriff Hadith (der Hadith, auch das Hadith; arabisch حديث Hadīth, DMG ḥadīṯ ‚Erzählung, Bericht, Mitteilung, Überlieferung‘) bezeichnet die Überlieferungen der Aussprüche und Handlungen des islamischen Propheten Mohammed sowie der Aussprüche und Handlungen Dritter, die dieser stillschweigend gebilligt haben soll. Der Singular Hadith wird für eine einzelne Überlieferung verwendet, aber auch für die Gesamtheit der Überlieferungen. Somit lautet der Plural im Deutschen neben der Kollektivform Hadith auch Hadithe (arabisch أحاديث, DMG aḥādīṯ) für hervorgehobene Einzelberichte.
Die große Bedeutung der Hadithe im Islam ergibt sich daraus, dass die Handlungsweise (Sunna) des Propheten normativen Charakter besitzt und nach dem Koran die zweite Quelle der islamischen Normenlehre (Fiqh) darstellt. Die Hadithe gelten als das Mittel, über das sich die nachkommenden Generationen über diese Handlungsweise informieren können. Darum wird das Studium der Hadithe noch heute als einer der wichtigsten Zweige der islamischen religiösen Wissenschaften angesehen.
Charakteristisch für die Form des Hadith ist sein zweiteiliger Aufbau: dem eigentlichen Text (matn) geht eine Überliefererkette (Isnād) voraus. Diese Besonderheit teilt der Hadith mit dem Chabar (خبر / ḫabar), der über eine Kette von Gewährsleuten verbürgten „Nachricht“ über ein religiöses oder profanes Ereignis, wie sie sich in der frühislamischen Literatur findet. Der Hadith als „Nachricht“ über den Propheten Mohammed stellt eine Sonderform des Chabar dar. Manchmal wird der Begriff Chabar aber auch als gleichbedeutend mit Hadith verwendet. Ein weiterer Begriff, der Überschneidungen mit Hadith aufweist, ist Athar (أثر / aṯar / ‚Spur, Zeichen‘) mit dem Plural Āthār (آثار / āṯār). Er bezeichnet vor allem Überlieferungen, die den Gefährten (Sahāba) des Propheten zugeschrieben werden und denen in der Jurisprudenz ebenfalls eine normative Bedeutung zugemessen wird. Der Begriff kann aber auch als Bezeichnung für einen Bericht über den Propheten selbst verwendet werden.

## Notwendigkeit der Hadith-Forschung
Das umfangreiche Hadith-Material wird von den muslimischen Religionsgelehrten (ʿulamāʾ) in mannigfaltige Kategorien eingeordnet. Die Tradition der Hadith-Kritik bzw. derer Einordnung war der Tatsache geschuldet, dass durch quṣṣāṣ genannte „Geschichtenerzähler“ angebliche Überlieferungen verbreitet wurden – teilweise unter Angabe gefälschter Überlieferungsketten, um vom erstaunten Publikum Geld zu erhalten oder um häretische Lehren zu verbreiten. Diese Art der Überlieferungen waren jedoch aufgrund bestimmter Charakteristika, insbesondere von ernsthaften Studenten dieser Wissenschaft, leicht zu erkennen. Jedoch blieben die zumal ketzerischen Absichten dem leichtgläubigen Volk oft verborgen, wie am Beispiel des angeblichen Prophetenwortes: „Es wird keinen Propheten nach mir geben, es sei denn, Gott will.“ leicht zu erkennen ist. Der Ausdruck so Gott will ist in der islamischen Welt derart gebräuchlich, dass dieser Zusatz ohne Probleme als glaubwürdig durchgehen könnte.  Gemäß Sure 33, Vers 40 ist Muḥammad  „der Siegel der Propheten“, oder: „der letzte der Propheten“  (chātamu 'n-nabiyyīna).
Viele dieser Geschichtenerzähler nahmen zwar ihre gefälschten Überlieferungen wieder zurück, da diese teilweise jedoch schon in Bücher übernommen wurden, wussten sie nicht, wie sie ihre Taten wiedergutmachen konnten. Eine weitere Intention, gefälschte Überlieferungen zu verbreiten, war es, Glaubensbrüder, die Mängel in ihrer Glaubenspraxis aufwiesen, zu einem frommen Leben zu ermahnen. Aus diesen Gründen entstand die Notwendigkeit, die Authentizität der Ahadith zu erforschen. Dafür wurden auch die Biographien der Überlieferer gesammelt und deren Leumund entsprechend beurteilt.

### Nach Anzahl der Überlieferer
Die bedeutendste Klassifikation ist sicherlich diejenige, die sich nach der Anzahl derjenigen Personen richtet, die den jeweiligen ḥadīṯ überliefert. Üblicherweise werden in dieser Kategorie zwei Arten voneinander unterschieden, 1. die aḥādīṯ  mutawātira, 2. die aḥādīṯ ʾaḥādīyya. Zusätzlich zu dieser dualistischen Einteilung, die allen Rechtsschulen zu eigen ist, werden in der hanafitischen Rechtschule die 3. aḥādīṯ  mašhūra als eine dritte distinktive Gruppe angesehen.
- 1. aḥādīṯ  mutawātira: In diese Kategorie fallen alle aḥādīṯ, die zu jeder Zeit der Überlieferung von so vielen Personen überliefert wurden, dass die schiere Anzahl der Überlieferer eine Fälschung – sei es durch Zufall oder Absprache – unmöglich oder zumindest sehr unwahrscheinlich macht. Auch wenn es heutzutage einer der bedeutendsten Faktoren zur Bewertung eines ḥadīṯ ist, lässt er sich geschichtlich erst relativ spät nachweisen.[5] Diese Definition ist natürlich unscharf in Hinblick darauf, dass die genaue Anzahl, die zur Erfüllung der Voraussetzungen nötig ist, nicht genau bestimmt wird. Hieraus ergeben sich in der Praxis gewisse Schwierigkeiten, da religiöse Gelehrte sehr unterschiedliche – mitunter willkürlich anmutende – Ansprüche an die Anzahl der Überlieferer stellten.
- 2. aḥādīṯ aḥādīya: Diese Kategorie umfasst diejenigen Traditionen, über die vom Anfang bis zum Ende der Überliefererkette nur eine oder zwei Personen berichten.[6] Eine alternative Bezeichnung für diese Traditionen ist „Nachricht des Einzelnen“ (ḫabar al-wāḥid). Ibn Taimīya schreibt, dass – mit Ausnahme einiger weniger Kalām-Gelehrter – die Rechtstheoretiker der vier sunnitischen Lehrrichtungen allgemein solchen Einzelnachrichten Beweiskraft zuschreiben, „wenn die Umma sie in Form von Beglaubigung oder Ausführung akzeptiert hat.“[7] Unter denjenigen Gelehrten, die solchen Einzeltraditionen die Beweiskraft abgesprochen haben, nennt er al-Bāqillānī, al-Ghazālī, Ibn ʿAqīl, Ibn al-Dschauzī und al-Āmidī.[8]
- 3. aḥādīṯ mašhūra: In diese Kategorie fallen alle jene aḥādīṯ, die in den ersten Generationen nach Muḥammads Tod von einzelnen Personen überliefert wurden, im weiteren Verlauf der Geschichte aber größere Verbreitung und Akzeptanz in der umma gefunden haben und sich folglich auch vermehrt Überlieferer ausmachen lassen. Der Status der Nachricht wechselt also zu einem bestimmten Zeitpunkt von ʾaḥād auf mutawātir.

### Nach Art der Verbindung des Isnad
Ein Hadith besteht aus seinem Inhalt (matn) und einer vorangestellten Überliefererkette (isnād), die die Namen der Überlieferer (Traditionarier) in ihrer chronologischen Kontinuität bis in die Zeit des Propheten enthält; das letzte Glied in dieser Kette sei immer einer der Prophetengefährten (sahaba), der als Zeuge die Aussage des Propheten zitiert. Die Kategorisierung der Hadithe orientiert sich entweder am Isnad oder am Inhalt desselben. Die Einteilung der Hadithe nach den Isnaden erfolgt somit nach äußeren, formalen Kriterien und sagt über die Echtheit der Inhalte der Überlieferungen zunächst nichts aus. Ein Isnad kann sein:
- musnad / مسند / ‚lückenlos auf die sahaba zurückgeführt‘ und muttasil / متصل / ‚zusammenhängend; kontinuierlich‘: eine chronologisch ununterbrochene Überliefererkette mit dem Prophetengefährten als Kronzeugen der Aussage. Seiner Form nach spricht man in diesem Fall von einem hadīth marfūʿ / حديث مرفوع / ḥadīṯ marfūʿ / ‚zurückgeführt auf den Propheten‘.
- mursal / مرسل / ‚unvollständig‘: in der Kette fehlt der Prophetengefährte als Kronzeuge, obwohl die darauf folgende Autorität einen Prophetenspruch zitiert, oder der Prophetengefährte als direkter Vermittler der Tradition findet keine Anerkennung. In diesem Fall spricht die Traditionsliteratur von marasil as-sahaba, wie z. B. die mursal-Tradition des ʿAbdallāh ibn ʿAbbās, der im Todesjahr Mohammeds erst dreizehn Jahre alt gewesen sein soll.
- munqaṭiʿ / منقطع / ‚unterbrochen‘ ist mit dem mursal verwandt; in diesem Isnad fehlt ein Vermittler an einer anderen Stelle, z. B. zwischen der dritten und vierten Generation der Überlieferungschronologie. Seiner Form nach spricht man in diesem Fall von einem ḥadīth maqṭūʿ / حديث منقطع / ḥadīṯ maqṭūʿ / ‚unterbrochener Hadith‘.
- muʿḍil / معضل / ‚rätselhaft‘ und muʿallaq / معلق / ‚unentschieden; fraglich‘ ist ein Isnad, in dem zwei oder gar mehrere Vermittler in der Überliefererkette fehlen oder aus unterschiedlichen Gründen, die die Hadithkritik zu erörtern hat, absichtlich nicht genannt werden. Damit ist ein muʿḍil auch munqaṭiʿ, also unterbrochen in der Kette, aber nicht alle munqaṭiʿ sind muʿḍil.

In der Entwicklungsgeschichte der Hadithliteratur und der Hadithkritik haben die islamischen Gelehrten durch ihre scharfsinnige Kritik an der Struktur der Isnade weitere Kategorien geschaffen.

### Nach Authentizität
- Sahīh / صحيح / ṣaḥīḥ / ‚gesund, authentisch‘;
- Hasan / حسن / ḥasan / ‚schön, gut‘ sind Traditionen nach dem Propheten, die sowohl inhaltlich als auch in Hinblick auf ihre Überlieferer allgemeine Akzeptanz besitzen und damit normativen Charakter in der Anwendung der Sunna, der zweiten Quelle der Jurisprudenz;
- Daʿīf / ضعيف / ḍaʿīf / ‚schwach‘ ist dagegen eine Tradition, die man – wie es Ahmad ibn Hanbal definiert – in der Rechtspraxis trotz ihrer zweifelhaften Authentizität in bestimmten Fällen als Sunna anwendet, bevor man auf die Analogie (Qiyās) als weitere Quelle der Jurisprudenz zurückgreift. Allerdings hat sich diese im Traditionalismus und nicht im Fiqh verwurzelte Ansicht Ibn Hanbals in der Hadithkritik nicht durchgesetzt. Denn ein „schwacher“ Hadith ist in der Jurisprudenz kein Argument (ḥuǧǧa). Der Hadith-Gelehrte an-Nawawī erklärte, dass man bei einem schwachen Hadith, den man ohne Isnad zitiert, nicht apodiktisch sagen dürfe: „der Gottesgesandte hat gesagt“ (qāla rasūl Allāh) oder Ähnliches, sondern nur: „es wird über ihn überliefert“ (ruwiya ʿan-hu), „uns ist über ihn zu Ohren gekommen“ (balaġa-nā ʿan-hu) oder dergleichen.[9]

Diese drei Hauptkategorien der Hadithe haben zahlreiche, von der islamischen Hadithwissenschaft nach unterschiedlichen Kriterien entwickelte und definierte Unterkategorien; die wichtigste unter ihnen ist ein hadith mutawatir / حديث متواتر / ḥadīṯ mutawātir / ‚allgemein verbreiteter, von vielen zitierter Hadith‘, der als authentisch (sahih) gilt und zugleich über mehrere glaubwürdige Überliefererketten auf den Propheten zurückgeht.
- Maudūʿ / موضوع / mauḍūʿ / ‚gefälscht‘ – aus dem Verb w-ḍ-ʿ = „erfinden“, im Sinne von „fälschen“ – ist ein Hadith, dessen Inhalt (matn) und Überliefererkette (Isnad) erfunden und damit als Fälschungen anzusehen sind.

### Hadīth nabawī und Hadīth qudsī
Während der überwiegende Teil der Hadithe als prophetischen (نبوي / nabawī) Ursprungs gilt, gibt es andere, denen ein unmittelbar göttlicher Ursprung zugesprochen wird. Sie werden als Hadīth qudsī (arabisch حديث قدسي, DMG ḥadīṯ qudsī ‚heiliger Hadith‘) bezeichnet. Ein Hadīth qudsī enthält die Worte Gottes nicht im Wortlaut wie im Koran, sondern nur sinngemäß und vom Propheten Mohammed weitergegeben. Ein solcher Hadith kann durch göttliche Inspiration (ilham) oder durch einen Traum entstehen und unterscheidet sich daher von der Offenbarung (wahy) des Koran, die nach muslimischem Glauben das reine Gotteswort darstellt. Glaubt jemand nicht an die Offenbarung, wird er des Unglaubens beschuldigt; dies ist in Bezug auf den hadith qudsi nicht der Fall. Solche Hadithe dürfen im islamischen Ritualgebet nicht gesprochen werden. Die ersten Sammlungen dieser Traditionen sind relativ späten Ursprungs und stammen aus dem 13. und 15. Jahrhundert.

## Geschichte der Hadithliteratur

### Anfänge
Hadithe wurden anfangs hauptsächlich mündlich weitergegeben. Wahrscheinlich während des Zweiten Bürgerkriegs (680–692 n. Chr.) kam als neues Phänomen der Isnād
auf. Die Überlieferungen dienten wohl ursprünglich als Beispielerzählungen für ein frommes Leben nach dem Vorbild Mohammeds. Eine vollständige Überliefererkette (Isnād) gewann erst nach dem zweiten Jahrhundert islamischer Zeitrechnung an Bedeutung und sollte die Authentizität des überlieferten Textes gewährleisten. Muslimische Quellen bringen die ersten Sammlungen mit dem umaiyadischen Kalifen ʿUmar ibn ʿAbd al-ʿAzīz sowie mit den beiden Gelehrten Abū Bakr ibn Hazm und Ibn Schihāb az-Zuhrī (gest. 741/2) in Verbindung. ʿUmar ibn ʿAbd al-ʿAzīz soll an Abū Bakr ibn Hazm geschrieben haben: „Schau, was uns an Hadithen des Gesandten Gottes überliefert wurde, und schreib sie auf! Denn ich fürchte, dass das Wissen schwindet und die Gelehrten aussterben. Nur die Hadithe des Propheten sind von Bedeutung, nichts anderes! Und die Menschen sollen das Wissen verbreiten.“
Die ersten schriftlichen Aufzeichnungen trugen keine bestimmten Werktitel; man nannte sie Sahīfa („Schriftrolle“) oder Dschuzʾ („Teil, Abschnitt; kleines Heft“). Diese Sammlungen, die Fuat Sezgin unter diesen Bezeichnungen aufzählt, gehen zwar auf Autoritäten im ersten und zweiten muslimischen Jahrhundert (7. bis 8. Jh. n. Chr.) zurück, sind aber Abschriften, die etwa 500 Jahre später erstellt wurden. Die ältesten literarischen – d. h., außerkoranischen – Schriften auf Papyrus sind erstmals durch die Publikationen von Nabia Abbott bekannt geworden. Sie reichen ins frühe 8. Jahrhundert zurück.
Zu erwähnen sind auch Widerstände in der Frühgeschichte des Islam gegen die Niederschrift von Mohammeds Aussagen und Lehrsprüchen, die durch die Überlieferungskette Isnād übermittelt wurden. Zur Zeit des Traditionariers al-Qasim ibn Muhammad († 728), des Enkels von Abū Bakr, berichtete man, dass der Kalif Omar die schriftliche Fixierung des Hadith mit den Worten missbilligt haben soll: Das ist eine (schriftliche) „mathnat“ wie die „mathnat“ (aram.Mischna) der Schriftbesitzer. Allerdings wird überliefert, dass ʿAbdallāh ibn ʿAmr schon zu Lebzeiten des Propheten mit dessen Erlaubnis damit anfing, seine Aussprüche auch schriftlich festzuhalten.

### Hadith-Sammlungen

#### Musannaf-Werke
Hinsichtlich der Hadith-Sammlungen wird zwischen zwei Typen unterschieden. In Sammlungen des Typs Musannaf مصنف / muṣannaf / ‚sortiert, klassifiziert‘ werden die Hadithe nach inhaltlichen Gesichtspunkten angeordnet. Es finden sich Kapitel über die rituelle Reinheit/Gebet/Pilgerfahrt/Eheschließung/Scheidung/Vertrags- und Kaufrecht usw. Einer der ersten Gelehrten, der ein solches Werk verfasste, war der mekkanische Gelehrte Ibn Dschuraidsch (gest. 748). Ein weiteres Werk des späten achten Jahrhunderts, das diesem Typ nahesteht, ist der Muwattā von Mālik ibn Anas. Es ist allerdings nicht klar, ob dieses Werk eher als eine Hadith-Sammlung oder als ein corpus iuris der medinensischen Rechtsschule zu verstehen ist, denn es wird immer wieder durch lange Abschnitte rein juristischer Überlieferungen – auch durch die Darstellung von Raʾy (opinio) – unterbrochen. Weitere wichtige Werke des Musannaf-Typs verfassten im neunten Jahrhundert ʿAbd ar-Razzāq ibn Hammām (gest. 827 im Jemen), Ibn Abī Schaiba (gest. 849), al-Buchārī (gest. 870) und Muslim ibn al-Haddschādsch (gest. 875).
Eine Untergruppe der Musannaf-Werke stellen die Sunan-Werke dar. Hierbei handelt es sich um Sammlungen, die besonders solche Hadithen aufführen, die sich mit den Regeln des Alltags befassen. Werke dieses Typs haben ad-Dārimī (gest. 869), Ibn Madscha (gest. 887), Abū Dāwūd as-Sidschistānī (gest. 889), at-Tirmidhī (gest. 892) und an-Nasāʾī (gest. 915) zusammengestellt. Unter diesen Hadithwerken ist das fünf Bände starke Werk von at-Tirmidhī das erste, das sich vor allem durch die kritischen Bemerkungen des Verfassers zu den Isnaden und durch die Erwähnung der Ansichten der Rechtsschulen über die einzelnen Hadithe hervorsticht.

#### Musnad-Werke
Der andere wichtige Typ von Hadith-Sammlungen ist nach den Gefährten Mohammeds geordnet, die als direkte Überlieferer der Aussagen und Taten des Propheten in den Isnaden erscheinen. Darunter finden sich auch anonyme Gefährten, deren Namen man in der Folgegeneration nicht mehr kannte. Sammlungen dieses Typs werden als Musnad-Werke bezeichnet. Zu den frühesten Gelehrten, die Musnad-Werke zusammengestellt haben, gehörten at-Tayālisī (gest. 819), al-Humaidī (gest. 834), Ahmad Ibn Hanbal (gest. 855), und Abū Yaʾlā al-Mauṣilī (gest. 919). Auch die Muʿdscham-Werke von Abū l-Qāsim at-Tabarānī folgen diesem System. Eine Besonderheit des Werkes von Ahmad Ibn Hanbal besteht darin, dass in seinem letzten Band die Frauen Mohammeds und andere Frauen, die nach dem Propheten überliefern konnten, genannt werden.

#### Prozesse der Kanonisierung
Ab dem 11. Jahrhundert zeichnete sich im sunnitischen Islam die Tendenz ab, bestimmten Hadith-Sammlungen einen kanonischen Rang zuzuschreiben. Eine besondere herausgehobene Rolle spielten dabei die zwei Sammlungen mit „gesunden“ Hadithen von al-Buchārī und Muslim ibn al-Haddschādsch. Zusammen mit den vier Sunan-Werken von Ibn Mādscha, Abū Dāwūd as-Sidschistānī, at-Tirmidhī und an-Nasā'ī bilden sie die sechs Bücher, die den klassischen Kanon der sunnitischen Hadith-Sammlungen darstellen. Umgekehrt gab es bei den Zwölfer-Schiiten eine Gruppe von vier Büchern, die in den Rang von kanonischen Traditionssammlungen erhoben wurden.
Zwar hatten die „sechs Bücher“ im sunnitischen Islam einen kanonischen Rang, doch gab es später immer wieder Gelehrte, die neue Hadith-Sammlungen zusammenstellten, in denen sie die Hadithe aus den sechs Büchern um „Zusätze“ (zawāʾid) ergänzten. Ein besonders bekanntes solches Zawāʾid-Werk ist die Sammlung Maǧmaʿ az-zawā'id wa-manbaʿ al-fawā'id von ʿAlī ibn Abī Bakr al-Haithamī (gest. 1405). Sie listet neben den Hadithen aus den sechs Büchern auch die Hadithe aus den Musnad-Werken von Ahmad ibn Hanbal, Abū Yaʿlā (gest. 889), al-Bazzār (gest. 905) sowie den drei Muʿdscham-Werken von Abū l-Qāsim at-Tabarānī auf.

#### Vierziger-Sammlungen
Später wurde es populär, zu bestimmten Themenfeldern Sammlungen von jeweils vierzig Hadithen zusammenzustellen. Eine beliebte Vierziger-Sammlung dieser Art ist das Kitab al-arba'in hadithan („Das Buch von den vierzig Hadithen“) von dem syrischen Gelehrten Yahya ibn Scharaf ad-Din an-Nawawi (gest. 1278). Die Hadithe dieser Sammlung sind vor allem moralischen Inhalts. An-Nawawī stellte außerdem in den Riyad as-Salihin („Gärten der Tugendhaften“) eine umfangreiche Sammlung von Traditionen zu moralisch-erzieherischen Zwecken zusammen.

### Die Ridschāl-Literatur
Die Verbreitung des Traditionsmaterials in Form von Hadithen, in ihrer Einheit von Isnad und matn (Inhalt; die Aussage an sich), vor allem das Anwachsen dieses Materials führte zwangsläufig nicht nur zur Kategorisierung der Hadithe nach ihrer formalen Struktur, sondern förderte die Entstehung eines wichtigen Wissenschaftszweiges unter den Islamwissenschaften, den man als ʿIlm ar-ridschāl „Wissenschaft über die Männer“ bezeichnet. Mit den „Männern“ sind die Überlieferer von Hadithen gemeint. Dieser Wissenschaftszweig ist bereits in der zweiten Hälfte des 2. muslimischen Jahrhunderts (Ende des 8. Jahrhunderts) die Grundlage der Hadithkritik gewesen und hatte nicht die Traditionen oder den formalen Aufbau der Isnade zum Gegenstand, sondern untersuchte die Lebensumstände und die wissenschaftlichen Qualifikationen der in den Isnaden genannten Überlieferer. Diese hadithkritischen Untersuchungen der Traditionarier – der Überlieferer der Hadithe (ruwat al-hadith) – fanden schließlich in der Herausbildung einer umfangreichen biografischen Literatur ihren Niederschlag, die von den kleinen, kurzgefassten Namenslisten in den Anfängen zu großangelegten, mehrbändigen Biografien im islamischen Mittelalter führte. Man nennt diese Werke kutub ar-ridschāl („Bücher über die Traditionarier“), in denen sowohl der Lebenslauf der angegebenen Personen und ihre Kontakte zu anderen Gelehrten Erwähnung finden als auch die hadith-kritischen Prädikate, die man mit ihren Namen jeweils verbunden hat. Es war stets wichtig, auf das Lehrer-Schüler-Verhältnis des Überlieferers hinzuweisen, um die Kriterien seiner Zuverlässigkeit als Überlieferer nach seinen älteren Quellen – nach seinen Lehrern und schriftlichen Aufzeichnungen in seinem Besitz – überprüfen zu können. Unter diesen umfassenden Gelehrtenbiografien sind die Werke von Al-Maqdisī, al-Mizzi, al-Dhahabi und Ibn Hadschar al-ʿAsqalānī die wichtigsten. Die Lokalhistoriker wiederum haben es verstanden, in ihren Werken zur Stadtgeschichte auch die Biografien derjenigen Traditionarier zu berücksichtigen und gemäß den Kriterien der Hadithkritik vorzustellen, die in der betreffenden Stadt oder Region gelebt und gewirkt haben. Die Werke von Ibn ʿAsākir für die Stadtgeschichte von Damaskus und von al-Chatib al-Baghdadi für Bagdad sind in diesem Sinne konzipiert.
Die wichtigsten Prädikate, die die Tradenten-Kritik zu vergeben hatte, sind: thiqa / ثقة / ṯiqa / ‚glaubwürdig, zuverlässig‘; mutqin / متقن / mutqin / ‚genau‘; huddscha / حجّة / ḥuǧǧa / ‚beweiskräftig‘; 'adl / عدل / ʿadl / ‚gerecht, korrekt‘; hasan al-hadith / حسن الحديث / ḥasanu ʾl-ḥadīṯ / ‚guter (Überlieferer) von Hadithen‘. Auf der anderen Seite der Kritik stehen dann: da'if / ضعيف / ḍaʿīf / ‚schwacher, nicht glaubwürdiger Traditionarier‘; kadhdhab / كذّاب / kaḏḏāb / ‚Lügner‘; sariqu 'l-hadith / سارق الحديث / sāriqu ʾl-ḥadīṯ / ‚Hadith-Dieb‘. Ein besonderes Prädikat ist mudallis / مدلّس: er verfälscht die Isnade dadurch, dass er die Namen „schwacher“ Traditionarier durch „glaubwürdige“ ersetzt, um ein Hadith als Argumentationsgrundlage im Recht, in der Theologie einsetzen zu können.
In der Hadith-Literatur ist es verpönt, Hadithe zu überliefern, in deren Isnaden schwache Traditionarier erscheinen. Deshalb hat man die Namen der schwachen, d. h., unzuverlässigen, Traditionarier in den sogenannten kutub al-du'afa' / كتب الضعفاء / kutubu ʾḍ-ḍuʿafāʾ / ‚Bücher über die schwachen (Traditionarier)‘ samt den von ihnen überlieferten Hadithen zusammengestellt. Die älteste Sammlung, die wiederum die Namen der glaubwürdigen Überlieferer, die im Irak gewirkt haben, enthält, ist unter dem Titel kitab al-thiqat / كتاب الثقات / kitābu ṯ-ṯiqāt / ‚Das Buch der glaubwürdigen (Traditionarier)‘ aus dem späten 2. muslimischen Jahrhundert erhalten (frühes 9. Jahrhundert n. Chr.). Es handelt sich dabei um eine einfache Liste von Gelehrtennamen ohne weitere biografische Angaben.
Ignaz Goldziher hat in seinen bahnbrechenden Muhammedanischen Studien (Halle 1889–1890) das Wesen der Hadithkritik treffend zusammengefasst:

„Man ging jedem einzelnen der in den Isnaden erwähnten Gewährsmänner nach, um seinen Charakter zu ergründen, um zu erfahren, ob er moralisch und religiös unanfechtbar sei, ob er nicht Propaganda für antisunnitische Zwecke mache, ob seine Wahrheitsliebe im allgemeinen als erwiesen gelten könne, ob er die persönliche Fähigkeit habe, das Gehörte treu wiederzugeben, ob er ein Mann sei, dessen Zeugenschaft in civilrechtlichem Sinne vom Richter unbedenklich zugelassen würde. Denn die Hadithüberlieferung betrachtete man als die erhabenste Form der Schahāda, der Zeugenaussage, da der Rawi (d. h., der Überlieferer) ein für die Gestaltung des religiösen Lebens höchst wichtiges Zeugnis ablegt darüber, dass er diese oder jene Worte von dem oder jenem gehört habe.“

### Werke über den Ausgleich scheinbar widersprüchlicher Hadithe
Eine Reihe verschiedener Werke befassen sich mit dem Ausgleich von Hadithen, die scheinbar im Widerspruch zueinander stehen. Die bekanntesten Werke dieser Gattung sind das Kitāb Iḫtilāf al-ḥadīṯ („Buch über das Widersprüchliche im Hadith“) von asch-Schāfiʿī (gest. 820), Taʾwīl Muḫhtalaf al-ḥadīṯ („Auslegung des Widersprüchlichen des Hadith“) von Ibn Qutaiba (gest. 889) und Bayān muškil al-āṯār („Erklärung der Probleme der Hadithe“) von at-Tahāwī (gest. 933). Im Bereich des schiitischen Islams gehört das Buch al-Istibṣār fī-mā uḫtulifa min al-aḫbār („Betrachtung über die Abweichungen in den Nachrichten“) von Abū Dschaʿfar at-Tūsī (gest. 1067) dieser Gattung an.

### Philologische Hadith-Kommentare
Neben der Beschäftigung mit der Authentie der Traditionen und ihrer Überlieferer entwickelte sich bereits relativ früh, in der Mitte des 2. muslimischen Jahrhunderts (Ende des 8. Jahrhunderts n. Chr.), ein neuer Wissenschaftszweig: die Interpretation und Erläuterung schwieriger, nicht allgemein bekannter und nur selten benutzter Wörter in den Hadithen. Die meistens alphabetisch angeordneten Sammlungen bezeichnete man als ġarīb al-ḥadīṯ („Das Fremdartige des Hadith“). In diesen Werken griffen die Autoren neben den linguistischen Erklärungen von Wörtern auch auf Zeilen in der arabischen Poesie zurück, um durch sie die Verwendung und Bedeutung solcher Begriffe zu erklären.

### Hadith-Enzyklopädien
Einen Überblick über die verschiedenen Zweige der traditionellen Hadith-Wissenschaft gab erstmals Ibn as-Salāh asch-Schahrazūrī (1181–1245), dessen Werk Kitāb Maʿrifat anwāʿ ʿilm al-ḥadīṯ („Das Buch der verschiedenen Arten der Hadith-Wissenschaft“), besser bekannt als Muqaddima, bis heute als ein Standardwerk der Hadithkritik gilt. Unter dem Titel An introduction to the science of the Ḥadīth erschien es 2006 in englischer Übersetzung.

## Moderne muslimische Hadith-Kritik
Muhammad Nāsir ad-Dīn al-Albānī, einer der Vordenker des Salafismus (1914–1999), hat moniert, dass rund zwei Dutzend Hadithe der Sammlung von Muslim ibn al-Haddschādsch mangelhafte Gewährsmännerketten enthielten. Er kritisierte grundsätzlich die Verwendung schwacher Hadithe und sah darin sogar einen Verrat an der islamischen Integrität.
Einige muslimische Hadith-Kritiker gehen sogar so weit, Hadithe als Grundlagentexte des Islams vollständig zu verwerfen. Zu den prominentesten muslimischen Hadithkritikern der Gegenwart gehören der Ägypter Rashad Khalifa, der als „Entdecker“ des Korancodes (Code 19) bekannt wurde, der Malaysier Kassim Ahmad und der Türke Edip Yüksel (Koranismus). Koranisten argumentieren, dass sich im Koran selbst keine Aufforderung finden lasse, Hadithe als zweite theologische Quelle neben dem Koran zu akzeptieren. Der Ausdruck „Gott und dem Gesandten zu gehorchen“, welcher unter anderem in 3:132 oder 4:69 vorkommt, wird indes so verstanden, dass man dem Gesandten, dessen Aufgabe es war, den Koran zu übermitteln, folgt, indem man dem Koran folge. Mohammed sei sozusagen ein Vermittler von Gott an die Menschen durch den Koran allein und nicht durch Hadithe, laut Koranisten.

## Westliche Hadith-Forschung
Eines der ersten grundlegenden Werke der westlichen Hadith-Forschung waren die Muhammedanischen Studien (Halle 1889–1890) von Ignaz Goldziher. Arent Jan Wensinck erstellte ab den 1930er Jahren für die Suche nach einem gegebenen Hadith in den kanonischen Hadith-Sammlungen eine Hadith-Konkordanz, die alle Hadithe der großen sechs Sammlungen sowie die Traditionen bei Malik ibn Anas und Ibn Hanbal nach den Regeln einer Konkordanz auflistet. Die Sammlung von Ahmad Ibn Hanbal war nicht thematisch geordnet, und die Arbeit mit ihr stellte eine besondere Herausforderung dar. Sie sind inzwischen von A. M. Omar klassifiziert und thematisch geordnet worden. Die CD-ROM al-Alfiyya li-s-sunna al-nabawiyya الألفية للسنة النبوية erfasst 1300 Hadithsammlungen und hadithspezifische Bücher. Joseph Schacht (1902–1969) gilt nach Goldziher als der zweite große Orientalist, der sich kritisch mit der klassischen Hadith-Tradition auseinandergesetzt hat.
Einen substantiellen und wegweisenden Beitrag zur Hadith-Diskussion leistete Gautier H. A. Juynboll. Er hat die Isnāde zahlreicher kanonischer Hadithe untersucht und gezeigt, dass sie meist folgendes Muster aufweisen: Vom Propheten bis zu einem Überlieferer – den Juynboll nach Joseph Schacht den
Common Link-Überlieferer nennt – wird das Hadith in einem Single Strand überliefert. Erst ab dem Common Link fächert sich der Single Strand in ein
Bundle von Verzweigungen aus. Je verzweigter die Überlieferungslinien sind, die im Common-Link-Überlieferer zusammengeführt sind, desto wahrscheinlicher ist es Juynboll, dass das Hadith tatsächlich auf diesen Überlieferer zurückgeht. Die Historizität desjenigen Teils der Isnāde, der vor dem „Knotenpunkt“ des
Common-Link-Tradenten lag, wird von Juynboll in Frage gestellt.
Zu den wichtigsten Hadith-Forschern der Gegenwart gehört Harald Motzki, der sich sehr kritisch mit den Forschungshypothesen Schachts und Juynboll auseinandergesetzt hat und ihre Skepsis gegenüber den muslimischen Überlieferern für übertrieben hält. Im Unterschied zu Schacht und Juynboll stützt er seine Forschung auf eine erheblich breitere Textbasis. Eine besonders wichtige Rolle spielt dabei das elf Bände umfassende frühe Musannaf-Werk von ʿAbd ar-Razzāq ibn Hammām, das 1970 in Beirut zum ersten Mal ediert wurde und in dem die Rechtsnormen der mekkanischen und medinensischen Schulen dargelegt werden.
Umstritten ist in der zeitgenössischen Islamforschung vor allem, wann die schriftliche Fixierung, Sammlung und Überlieferung von Inhalten (Matn) der Hadithe zusammen mit ihren Überliefererketten (Isnād) genau anzusetzen sind. Heute hält man es für wahrscheinlich, dass es schon im ersten muslimischen Jahrhundert (7. Jahrhundert n. Chr.) Aufzeichnungen von Prophetentraditionen gegeben hat, die nach ihrer mündlichen Überlieferung in kleinen Schriftrollen oder Heften zusammengefasst wurden. F. Sezgin hat in seiner Geschichte des arabischen Schrifttums (Bd. 1) anhand islamischer Quellen einige Nachrichten zusammengetragen, die zwar über die Existenz früher Hadith-Sammlungen berichten, aber über ihre Inhalte nur wenig Verwertbares aussagen. Am Forschungsstand hat sich in diesem Zusammenhang seit Goldzihers abwägender Feststellung im Wesentlichen nichts geändert:

„Nichts steht der Voraussetzung im Wege, dass die Genossen [Goldziher meint die sahāba] und Schüler Aussprüche und Verfügungen des Propheten durch schriftliche Aufzeichnung vor Vergessenheit bewahren wollten.“

## Andere Bedeutungen von Hadith
Als koranischer Terminus ist hadith auch die Offenbarung Gottes:

„Gott hat die beste Verkündigung (die man sich überhaupt denken kann, als Offenbarung) herabgesandt, eine sich gleichartig wiederholende Schrift…“

Als Synonym verwendet die islamische Tradition – in inhaltlicher Anlehnung an den obigen Koranvers – den Begriff kalām (Rede, Parole, Aussage), indem man den Propheten wie folgt zitiert: „die beste Rede (kalām) ist die Rede Gottes (kalām Allāh) und die beste Leitung (zum Glauben) ist die Leitung Mohammeds“.

### Übersetzungen
- Ṣaḥīḥ al-Buḫārī. Nachrichten von Taten und Aussprüchen des Propheten Muhammad. Reclam, Stuttgart 1991, ISBN 3-15-004208-9.
- Das Buch der Vierzig Hadithe. Kitab al-Arba'in. Mit dem Kommentar von Ibn Daqiq al-'Id al-Nawawi. Verlag der Weltreligionen, Frankfurt am Main 2007, ISBN 978-3-458-70006-7.
- Adel Theodor Khoury: Der Ḥadīth: Urkunde der islamischen Tradition, 5 Bände, Gütersloh 2008–2011.

### Sekundärliteratur
- Jonathan Brown: The Canonization of al-Bukhari and Muslim. The Formation and Function of the Sunnī Ḥadīth Canon. Brill, Leiden/Boston, 2007.
- Jonathan A.C. Brown: Hadith. Muhammad's Legacy in the Medieval and Modern World. Oneworld Publications, Oxford, 2009.
- John Burton: An Introduction to the Hadith. Edinburgh 1994, ISBN 0-7486-0435-9 (Reprint 2001)
- Ignaz Goldziher: Über die Entwicklung des Hadith. In: Muhammedanische Studien. Band II. Halle 1890. ISBN 3-487-12606-0 (Reprint 2004)
- Ignaz Goldziher: „Kämpfe um die Stellung im Ḥadīṯ im Islam“ in Zeitschrift der Deutschen Morgenländischen Gesellschaft 61 (1906) 860–873. Digitalisat
- G.H.A. Juynboll: Muslim tradition. Studies in chronology, provenance and authorship of early ḥadīṯ. Cambridge University Press, Cambridge u. a. 1983.
- Birgit Krawietz: Hierarchie der Rechtsquellen im tradierten sunnitischen Islam. Duncker & Humblot, Berlin 2002
- Rüdiger Lohlker (Hrsg.): Hadithstudien – Die Überlieferungen des Propheten im Gespräch. Festschrift für Prof. Dr. Tilman Nagel. Verlag Dr. Kovac, Hamburg 2009, ISBN 978-3-8300-4193-1.
- Harald Motzki: Ḥadīth. Origins and Developments Ashgate, Aldershot/Burlington, 2004.
- Miklos Muranyi: Fiqh. Der Ḥadīṯ als Quelle des Fiqh. In: Helmut Gätje (Hrsg.): Grundriss der Arabischen Philologie. Band II. Literaturwissenschaft. Wiesbaden 1987. S. 301–306. ISBN 3-88226-145-5.
- Aisha Y. Musa: Ḥadīth as scripture: discussions on the authority of the prophetic traditions in Islam. Palgrave Macmillan, New York, N.Y. [u. a.], 2008.
- J. Robson: Artikel „Ḥadīth“ und „Ḥadīth qudsī“ in The Encyclopaedia of Islam. New Edition. Band III, S. 23b–29a.
- Gregor Schoeler: „Mündliche Thora und Ḥadīṯ: Überlieferung, Schreibverbot, Redaktion.“ In: Der Islam 66 (1989) 213–251.
- Fuat Sezgin: Geschichte des arabischen Schrifttums. Band I. Kapitel Hadith. S. 53–233. Brill, Leiden 1967, ISBN 90-04-02007-1 (Reprint 1996)
- Muhammad Zubayr Siddiqi: Hadith Literature. Its Origin, Development & Special Features. Cambridge 1993
- Arent Jan Wensinck: Concordance et Indices de la tradition musulmane: les Six Livres, le Musnad d'Al-Darimi, le Muwatta` de Malik, le Musnad de Ahmad ibn Hanbal. Reprint. Leiden 1992. ISBN 90-04-09714-7.